# Attheyella ensifer
Attheyella ensifer är en kräftdjursart som först beskrevs av Delachaux 1918.  Attheyella ensifer ingår i släktet Attheyella och familjen Canthocamptidae. Inga underarter finns listade i Catalogue of Life.